# Автошлях E83
Європейський маршрут Е83 — європейський автомобільний маршрут категорії А в Болгарії, що з'єднує міста Бялу та Софію. Довжина маршруту — 266 км.
Маршрут проходить через міста Плевен,  Ябланіца та Ботевград.
Е83 пов'язаний з маршрутами
|  | - E85 - E772 - E79 |  | - E80 - E871 |

## Див. Також
- Список європейських автомобільних маршрутів